# Ginkgolsäure
Ginkgolsäure ist ein phenolischer Inhaltsstoff der Ginkgopflanze aus der Substanzklasse der Anacardsäuren. Sie ist damit auch in vielen Ginkgo-haltigen Arzneimitteln und Tees enthalten, unterliegt jedoch als Störstoff einer Maximalkonzentration in Extrakten von 5 ppm, entsprechend einer maximalen Menge von 0,6 bis 1,2 µg pro Tag bei einer Arzneimittel-Einnahme von 120 bis 240 mg Extrakt. Da die Konzentration von Ginkgolsäure in Teeprodukten bisher keiner Kontrolle unterliegt, werden Ginkgo-haltige Tees als potentiell gesundheitsgefährdend diskutiert. Ginkgolsäure kann schwere Allergien und Magenschleimhautentzündungen hervorrufen. Auch cytotoxische, neurotoxische und mutagene Wirkungen wurden nachgewiesen.
| Grenzwert (µg/Tag) | Extrakt (µg/g) | Aufguss (µg/ml Tee) | Aufguss (µg/Tasse Tee) |
| ------------------ | -------------- | ------------------- | ---------------------- |
| 0,6–1,2            | 107–7577       | 0,24–0,45           | 48,1–99,0              |

## Analytik
Zur zuverlässigen qualitativen und quantitativen Bestimmung der Ginkgolsäure werden die Kopplungen der Massenspektrometrie mit der Gaschromatographie (GC-MS) und der HPLC (HPLC-MS) nach adäquater Probenvorbereitung eingesetzt.